# Kristna värdepartiet
Kristna värdepartiet (KRVP) är ett svenskt politiskt parti. Partiet har en kristen och värdekonservativ grund och har abortfrågan som främsta profilfråga, där de står för en abortkritisk linje. Partiet bildades den 4 januari 2014. Mats Selander är ordförande i partiet.

## Ideologi
Kristna värdepartiet uppgav 2017 i sitt princip- och partiprogram att de utgår från en kristen värdegrund.

## Politiskt program

### Familjepolitik
Partiet vill förbjuda aborter, abortiva preventivmedel, provrörsbefruktning, surrogatmödraskap och all hantering av embryon och zygoter.

## Historia

### Förhistoria
Kristna värdepartiet har sin grund i abortmotstånd och dess organisationer i Sverige. 
År 2004 grundades organisationen Människorätt för ofödda (MRO) för att arbeta mot aborter i Sverige. Enligt RFSU är de abortmotståndarnas extremister, då de enligt dem bygger sina metoder på att skuld- och skambelägga kvinnor istället för att arbeta mot oönskade graviditeter.
När Kristdemokraternas partiledare Göran Hägglund år 2007 ställde sig bakom att utländska kvinnor skulle få komma till Sverige för att utföra aborter, startade Joseph Christenson och Per Kronlid "Nätverket för kristen värdekonservatism i svensk politik".Samtidigt föddes tanken på att starta ett nytt värdekonservativt parti.

### Grundande (2014)
Kristna värdepartiet bildades av åtta personer i en Stockholmskyrka den 4 januari 2014 med avsikten att företräda ett tydligt värdekonservativt alternativ i det svenska politiska landskapet. Bland grundarna fanns MRO:s ordförande Mats Selander samt dess vice ordförande Annette Westöö. Till partiets förste ordförande valdes Per Kronlid. Det nya partiet ville nå dem som vill slippa att "välja mellan ett allt mer liberalt KD och ett nationalistiskt SD".
Den 14 februari 2014 hade de fått ihop de 1 500 namnunderskrifter som krävs för registrering av partinamnet hos Valmyndigheten. De har därefter deltagit i alla riksdagsval, alla EU-val samt några region- och kommunalval.

## Partisymbol
Partiets symbol är en vit ros.

## Valresultat

### Riksdagsval
I sitt första riksdagsval 2014 fick partiet 3 553 röster (0,06 %). I riksdagsvalet 2018 fick partiet 3 202 röster (0,05%). I riksdagsvalet 2022 fick de 5 983 röster (0,09%), vilket gjorde dem till det fjortonde största partiet och det sjätte största utanför riksdagen.

### EU-val
Inför EU-valet 2014 hade det nybildade partiet inte beställt några valsedlar, men partiet var anmält och fick 481 handskrivna röster med korrekt stavning och 160 röster med felaktig stavning, som exempelvis Krista värdepartiet och Kristina värdepartiet.
Partiets valsedel för EU-valet 2019 toppades av konstnären Patrick Tikkanen i Stockholm och läraren Annette Westöö i Göteborg. Partiet fick 1 586 röster (0,04 %).
I EU-valet 2024 fick partiet 3 896 röster (0,09 %). Partiets valsedel toppades av partiledaren.